# Tracii Guns
Tracy Richard Irving Ulrich, känd som Tracii Guns, född 20 januari 1966 i Los Angeles, är en amerikansk gitarrist. Han är känd från bandet L.A. Guns, som han grundade 1983, samt från supergrupperna Brides of Destruction och Contraband. Han var också med och bildade Guns N' Roses med Axl Rose, men lämnade bandet i ett tidigt skede och ersattes av Slash. Guns gav 1999 ut soloalbumet Killing Machine.

## Diskografi (urval)
Soloalbum
- Killing Machine (1998) (återutgiven 2004 som All Eyes are Watchin')

Album med L.A. Guns
- L.A. Guns (1988)
- Cocked & Loaded (1989)
- Hollywood Vampires (1991)
- Vicious Circle (1995)
- American Hardcore (1996)
- Shrinking Violet (1999)
- Greatest Hits and Black Beauties (1999)
- Cocked & Re-Loaded (2000)
- Man in the Moon (2001)
- Waking the Dead (2002)
- The Missing Peace (2017)

Album med Contraband
- Contraband (1991)

Album med Gilby Clarke
- 99 Live (1999)
- Swag (2002)
- Welcome to the Jungle: A Rock Tribute to Guns N' Roses (2002)
- Gilby Clarke (2007)

Album med Brides of Destruction
- Here Come the Brides (2004)
- Runaway Brides (2005)